# 죠스떡볶이
죠스떡볶이는 죠스푸드에서 운영하는 대한민국의 떡볶이 프랜차이즈이다.

## 개요
대한민국의 분식점 프랜차이즈이다. 고려대학교 앞에서 처음 시작했다고 하며, 2015년 여름 현재 전국에 약 400여개의 체인점이 있다. 1000여개가 넘는 아딸에 상당한 격차로 뒤진 2위를 마크하고 있지만 점포당 매출액은 아딸보다 오히려 3배가량 더 많다고 한다.  아마도 이는 기프티콘/기프티쇼 등의 모바일 쿠폰과의 적극적인 제휴도 한몫한 것 같다.